# 네아무다니아

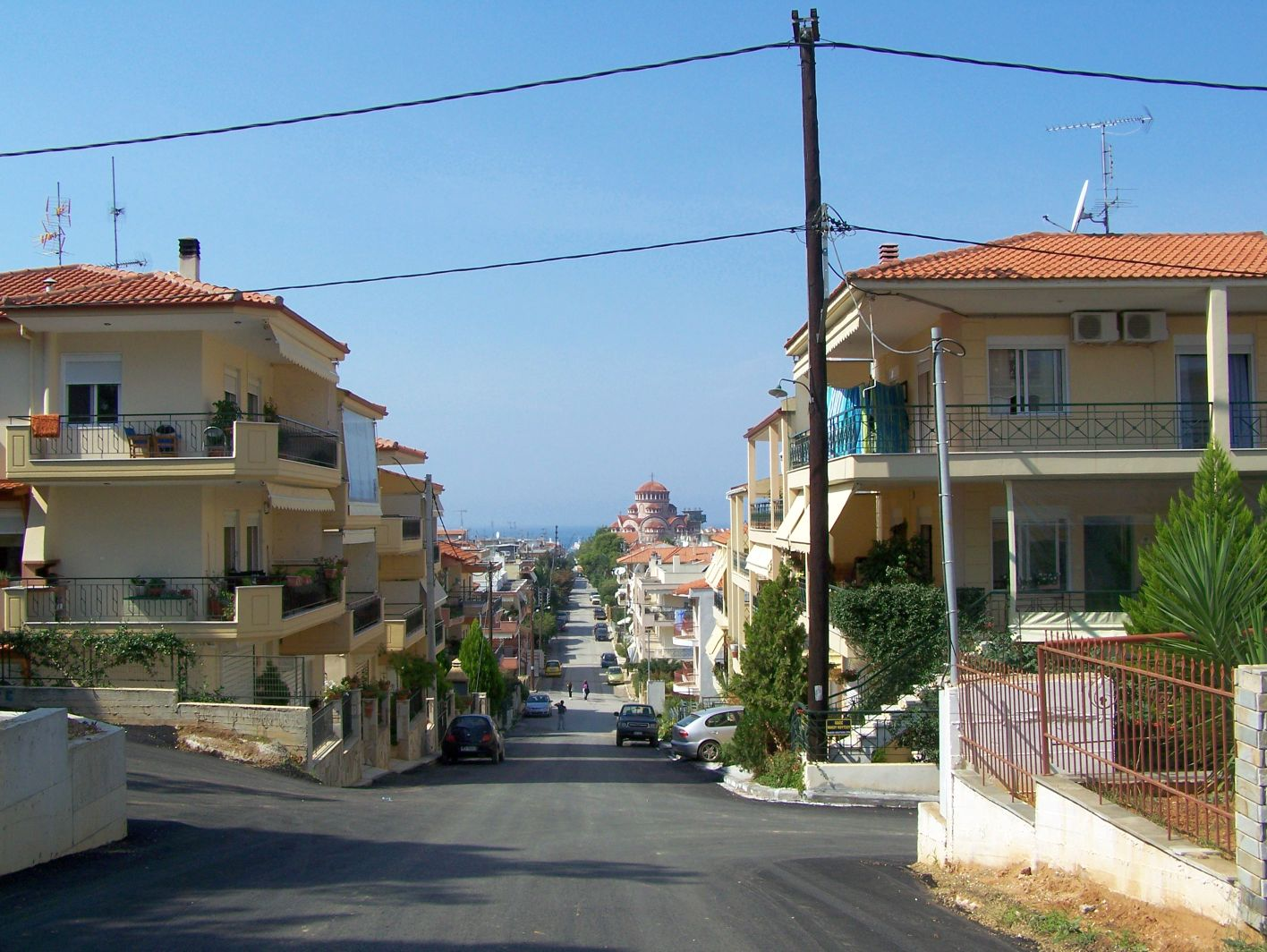
네아무다니아 시가지

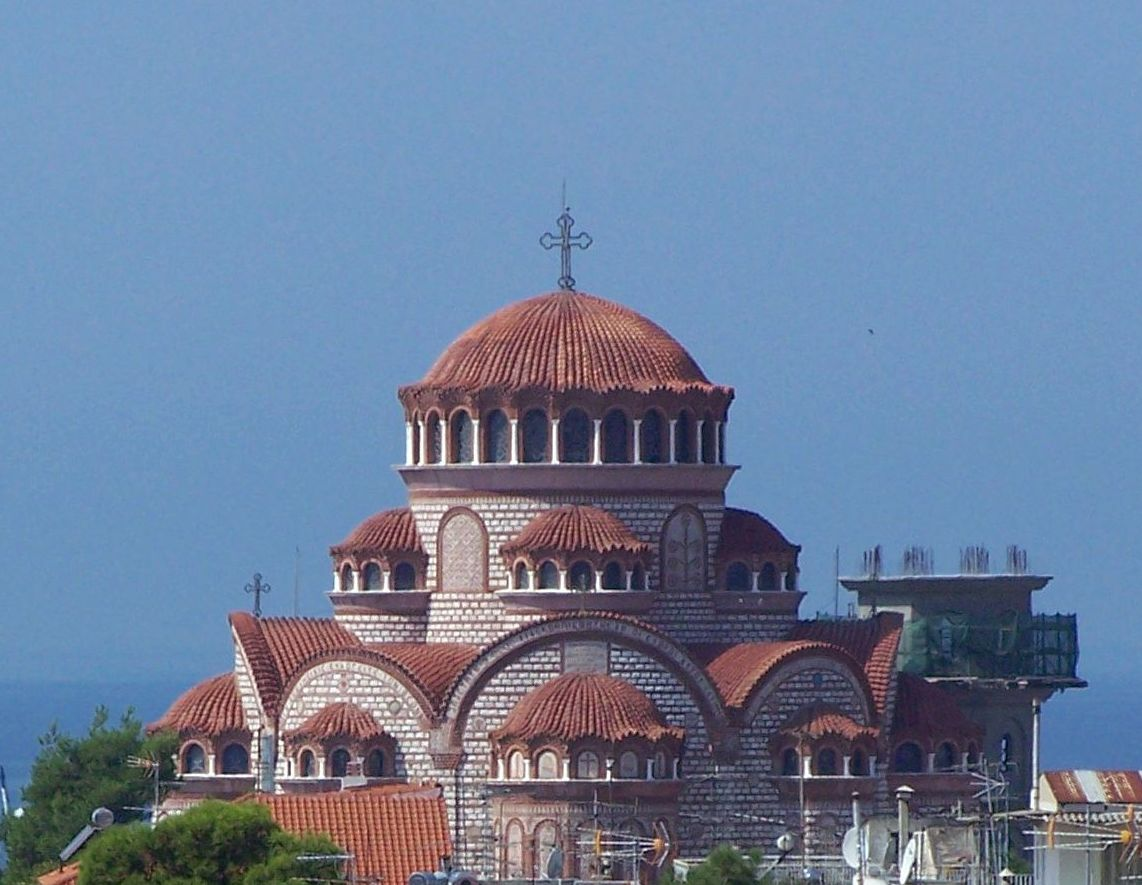
네아무다니아 시가지에서 본 정교회 교회

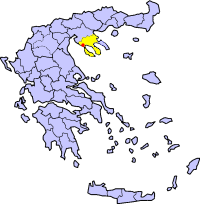
위치

네아무다니아(그리스어: Νέα Μουδανιά, 속한 행정구역의 이름을 따라 그냥 무다니아(그리스어: Μουδανιά)로도 표현되는 경우가 잦다)는 그리스 중앙마케도니아 주(州) 할키디키 현(縣) 네아프로폰티다 군(郡)의 소재지이다. 테살로니키에서 남쪽으로 60km 지점에 있으며, 할키디키 현의 금융 및 상업 중심지로 여겨진다.
1922년 그리스-터키 인구 교환에 따라 현재의 터키 마르마라 지역에 위치한 무다니아(Μουδανιά)에서 온 그리스인 실향민들이 이 곳에 정착하였고, 그들이 살던 곳의 이름을 따고 '새로운'이라는 뜻의 '네아'를 붙여 네아무다니아로 명명(命名)하였다. 테살로니키를 보조하는 항구가 있으며, 인구는 2011년 현재 9,342명이다.

## 인구통계
| 연도   | 인구  |
| ------ | ----- |
| 1981년 | 4,142 |
| 1991년 | 4,403 |
| 2001년 | 6,475 |
| 2011년 | 9,342 |

## 같이 보기
- 아파메이아 미를레이아